# Paradidyma petiolata
Paradidyma petiolata är en tvåvingeart som beskrevs av Henry J. Reinhard 1934. Paradidyma petiolata ingår i släktet Paradidyma och familjen parasitflugor. Inga underarter finns listade i Catalogue of Life.